# Matrice centrosymétrique

Motif de symétrie d'une matrice 5 × 5 centrosymétrique.

En mathématiques, en particulier dans l'algèbre linéaire et la théorie des matrices, une matrice centrosymétrique est une matrice qui est symétrique autour de son centre. Plus précisément, un n × n matrice A = [ Ai,j ] est centrosymétrique lorsque ses entrées satisfont
Ai,j = An−i+1,n−j+1 pour 1 ≤ i,j ≤ n.
Si J désigne une matrice n × n avec 1 sur l'antidiagonale et 0 ailleurs (i.e., Ji,n+1-i = 1; Ji,j = 0 si j ≠ n+1-i), alors une matrice A est centrosymétrique si et seulement si AJ = JA. 

## Exemples
- Tous les matrices 2 x 2 centrosymétriques ont la forme

{\displaystyle {\begin{bmatrix}a&b\\b&a\end{bmatrix}}.}
- Tous les matrices  3 × 3 centrosymétriques ont la forme

{\displaystyle {\begin{bmatrix}a&b&c\\d&e&d\\c&b&a\end{bmatrix}}.}
- Les Matrices de Toeplitz symétriques sont centrosymétriques.

## Structure algébrique et propriétés
- Si A et B sont des matrices centrosymétriques sur une donnée corps K, puis sont donc A + B et cA pour tout c dans K. En outre, le produit de la matrice AB est centrosymétrique, puisque JAB = AJB = ABJ. Étant donné que la matrice identité est également centrosymétrique, il en résulte que l'ensemble de n × n matrices centrosymétriques sur K est une sous-algèbre de l'algèbre associative de toutes les n × n matrices.
- Si A est une matrice centrosymétrique avec une base propre dimensionnelle m, alors ses vecteurs propres m peuvent chacun être choisis de manière à satisfaire soit x = Jx soit x = -Jx.
- Si A est une matrice centrosymétrique avec des valeurs propres distinctes, alors les matrices qui commutent avec A doivent être centrosymétriques[1].

## Structures connexes
La relation centrosymétrique AJ = JA se prête à une généralisation naturelle, où J est remplacée par une matrice involutive K (i.e., K2 = I),. Le problème inverse de la relation de commutation AK = KA, d'identifier tous les involutive K qui commutent avec une matrice fixe A, a également été étudié.
Les matrices symétriques centrosymétriques sont parfois appelées matrices bisymétriques (en). Lorsque le corps de base est le réels, il a été démontré que les matrices bisymétriques sont précisément ces matrices symétriques dont les valeurs propres sont identiques au signe après pré ou post multiplication par la matrice J. Un résultat similaire est valable pour les matrices hermitiennes centrosymétriques et l' inclinaison centrosymétriques.